# Dong Dong
Dong Dong (n. 13 aprilie 1989, Comitatul Xichuan, Henan, Republica Populară Chineză) este un sportiv ce a reprezentat Republica Populară Chineză, medaliat olimpic. A participat la 4 ediții ale Jocurilor Olimpice (2008, 2012, 2016, 2020) în care a câștigat o medalie de aur și o medalie de bronz.